# Китайско-тайваньский кризис (2022)

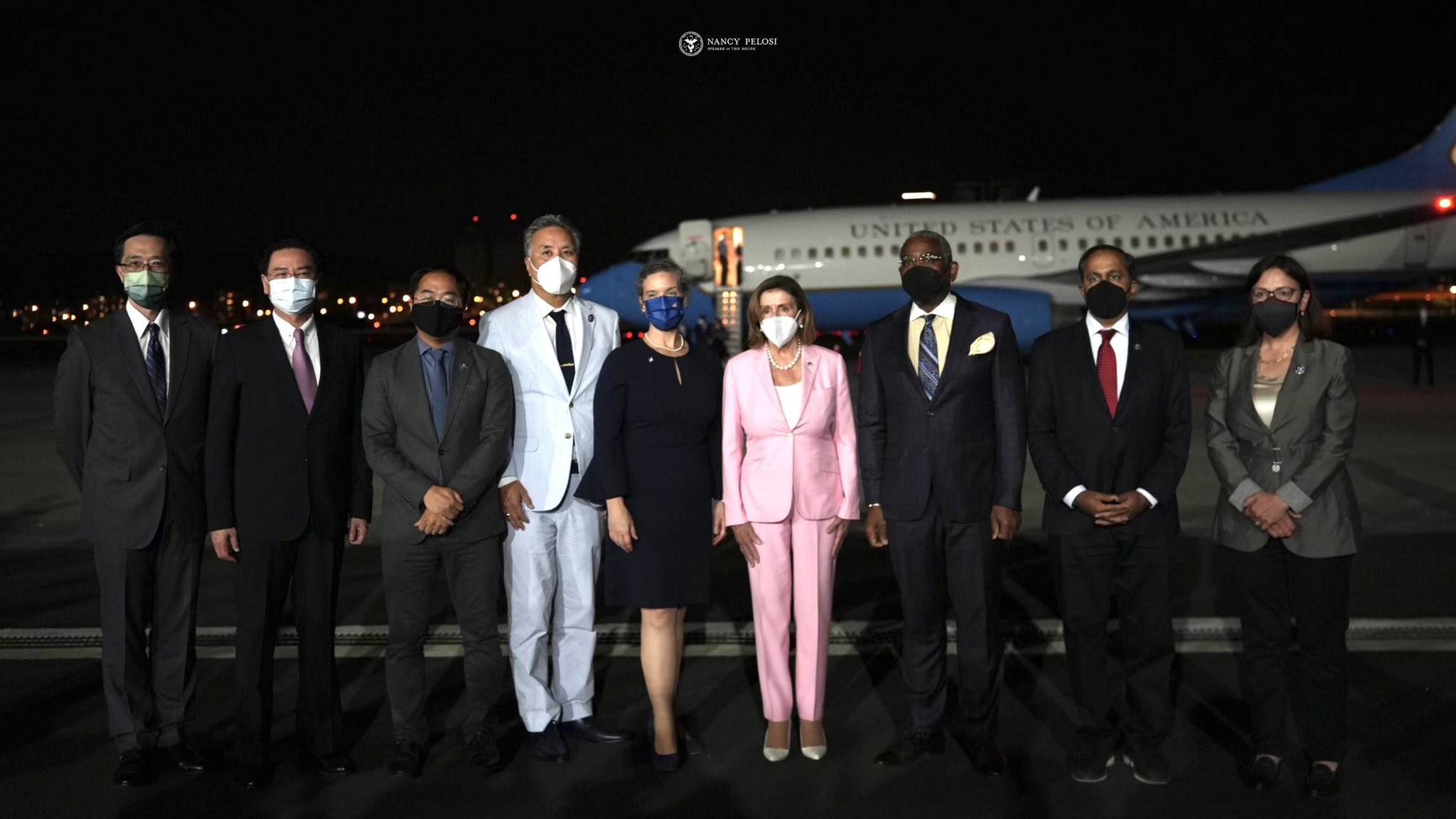
Нэнси Пелоси в тайваньском аэропорту Суншань

Кризис между Китаем и Тайванем (также неофициально известно как Четвёртый кризис в Тайваньском проливе) — обострение отношений между Китаем и Тайванем в июле и августе 2022 года, вызванное запланированным визитом спикера Палаты представителей США 52-го созыва Нэнси Пелоси на Тайвань. На возможность такой поездки власти Китая отреагировали резко негативно. В ходе начала поездки Пелоси Китай начал военные учения с боевой стрельбой в акватории провинции Фуцзянь, которая имеет водную границу с Тайванем. США также усилили своё военно-морское присутствие в регионе. Визит Нэнси Пелоси сопровождал авианосец «Рональд Рейган». В итоге запланированная поездка состоялась. Ниже в тексте в разделе "Ход событий" описано, как проходил визит Нэнси Пелоси на Тайвань..
Кризис вынудил высших руководителей Китая и США заранее провести телефонный разговор, в ходе которого Джо Байден заявил, что Соединённые Штаты решительно против любых попыток в одностороннем порядке изменить статус Тайваня, а Си Цзиньпин, в свою очередь, призвал Байдена соблюдать принцип «единого Китая» и предупредил американского президента, что «кто играет с огнём, тот обожжётся».
По мнению некоторых экспертов, так называемый «популистский» и «бессмысленный» прилёт высшего госчиновника США Нэнси Пелоси спровоцировал шире обсудить и пересмотреть дальнейшую политику властей Китая в отношении острова и США.
9 января 2024 года министерство иностранных дел Китая опубликовало заявление, согласно которому правительство КНР введет санкции в отношении пяти американских компаний в связи с поставками вооружений США тайваньской администрации и рестрикциями Вашингтона в отношении предприятий и частных лиц КНР.

## Предыстория

### Исторический контекст

Китай (отмечен зелёным) и Тайвань (отмечен оранжевым) на карте Азии

После поражения в гражданской войне с китайским коммунистами в 1949 году, консервативная националистическая партия «Гоминьдан» эвакуировалась из континентального Китая на остров Тайвань, где провозгласила себя законным правительством Китайской республики (основанной ещё в 1912 году) и правила до начала 1990-х, осуществляя жёсткий контроль. Важным фактором социально-экономической политики Гоминьдана на Тайване было политическое и экономическое давление США на Гоминьдан с целью адаптации её программы и политики к международным реалиям. США оказывали Тайваню экономическую помощь, большая часть из которой шла на укрепление обороны острова, а остальная — на экономические преобразования Тайваня. Помощь предоставлялась на весьма льготных в финансовом отношении условиях: более 80 % помощи шло безвозмездно, а остальная часть — под невысокие проценты. Реализация предоставлявшихся средств была фактически под контролем США.
По состоянию на 2022 год, правительство Китайской республики до сих пор претендует на суверенитет над всей территорией Китая и до 1971 года занимало место КНР в Совбезе ООН. Официально Китайская республика признана 14-ю странами мира, с которыми поддерживает полноценные двусторонние дипломатические отношения, с остальными же странами Тайвань поддерживает отношения через коммерческие и культурные представительства. Официально США придерживаются политики «единого Китая» и не имеют дипломатических отношений с Тайванем. При этом с 1979 года в США действует закон, разрешающий поставлять на остров оружие для защиты.

### Делегации США на Тайвань
В мае 1995 года Палата представителей США под председательством спикера Ньюта Гингрича единогласно (396 против 0) проголосовала за то, чтобы потребовать от исполнительной власти выдать визу первому уроженцу Тайваня Ли Дэнхуэю. В итоге Ли посетил Соединённые Штаты в июне того же года, чтобы вернуться в Корнеллский университет и произнести там речь. В марте 1996 года правительство США направило авианосцы «Индепенденс» и «Нимиц» в восточные воды Тайваня на защиту первых прямых президентских выборов Китайской Республики. В апреле 1997 года спикер Гингрич лично возглавил делегацию, которая на специальном самолёте ВВС США посетила Тайвань с визитом к Ли Дэнхуэю, первому демократически избранному президенту Китайской Республики.
В 2018 году под председательством спикера Нэнси Пелоси Палатой представителей был принят, а затем одобрен Сенатом и подписан президентом Дональдом Трампом Закон о поездках на Тайвань, направленный на содействие обмену на высоком уровне между Тайванем и Соединёнными Штатами.
В апреле 2019 года Пол Райан, кандидат в вице-президенты от республиканцев в 2012 году, уходящий с поста спикера Палаты представителей США, возглавил делегацию, посетившую Тайвань, чтобы отпраздновать 40-летие принятия США Закона об отношениях с Тайванем и встретиться с президентом Китайской Республики Цай Инвэнь. В августе 2020 года министр здравоохранения США Алекс Азар возглавил делегацию, которая посетила Тайвань на специальном самолёте ВВС США для встречи с президентом Цай Инвэнь от имени президента США Дональда Трампа, чтобы почтить память недавно умершего «отца демократии на Тайване», бывшего президента Ли Дэнхуэя, а также чтобы посетить Министерство иностранных дел Тайваня и Министерство здравоохранения и социального обеспечения Тайваня с целью обмена мнениями с медицинским персоналом, экспертами и учёными о борьбе с пандемией COVID-19. В июне 2021 года три сенатора США посетили Тайвань на транспортном самолёте ВВС США. В ноябре 2021 года четыре сенатора и два конгрессмена США посетили Тайвань на самолёте представительского класса ВМС США. В апреле 2022 года пять сенаторов, в том числе председатель Комитета по иностранным делам Федерального сената, и один член Палаты представителей посетили Тайвань на специальном самолёте ВВС США.
10 августа 2022 г. спикер Палаты представителей Конгресса США Нэнси Пелоси на пресс-конференции в Вашингтоне заявила, что правительство США не позволят Китаю изолировать Тайвань. Пелоси упомянула, что Пекин не дает Тайбэю участвовать во Всемирной организации здравоохранения, мероприятиях, где Тайвань может внести очень ценный вклад. Она также добавила, что США по-прежнему поддерживают статус-кво в ситуации с островом.

## Ход событий
27 июля Управление морской безопасности провинции Гуандун выпустило объявление о запрете мореплавания по причине военных учений в обозначенном районе в западных водах пролива Хайнань 29 и 30 июля.
29 июля тайваньская газета Liberty Times сообщила, что военный самолёт НОАК трижды входил в тайваньскую «опознавательную зону противовоздушной обороны» (юго-западное воздушное пространство): в 6:42, 6:43 и 7:40. Тайваньские ВВС были в воздухе в состоянии боевой готовности и транслировали изгнание китайского самолёта. В тот же день Белый дом заявил, что если Пелоси посетит Тайвань во время своего турне по Азии, у Китая и США не будет причин «воевать». Делегация Конгресса США во главе с Лоузи покинула Вашингтон в пятницу, но было неизвестно, поедут ли они на Тайвань.
30 июля Нэнси Пелоси направилась на Тайвань. В сервисе Flightradar24 за её полётом наблюдало около 50 тыс. пользователей. 30 июля Народно-освободительная армия Китая открыла огонь в водах близ Пинтани, провинции Фуцзянь. С 30 по 31 июля военно-морской флот и авиация на южном и восточном ТВД провели ряд боевых учений с высадкой десанта.
31 июля рейс со спикером сделал посадку на Гаваях. Уже ранним утром того же дня Пелоси, находившаяся на борту специального самолёта ВВС США, ещё в воздухе выложила 4 твита подряд. Все сообщения были о внутренних медицинских проблемах в Соединённых Штатах, Тайвань в них не упоминался.
1 августа США начали перемещать самолёты и авианосцы ближе к Тайваню в связи с возможностью визита на остров Пелоси. В тот же день, по сообщению Минобороны Тайваня, четыре самолёта ВВС Китая вошли в опознавательную зону ПВО Тайваня.
2 августа в средствах массовой информации начали появляться сведения о неподтвержденном боевом контакте между истребителями ВВС Тайваня и НОАК, позже они были опровергнуты. В 17:50 по московскому времени самолёт Нэнси Пелоси беспрепятственно приземлился в аэропорту Тайбэя.

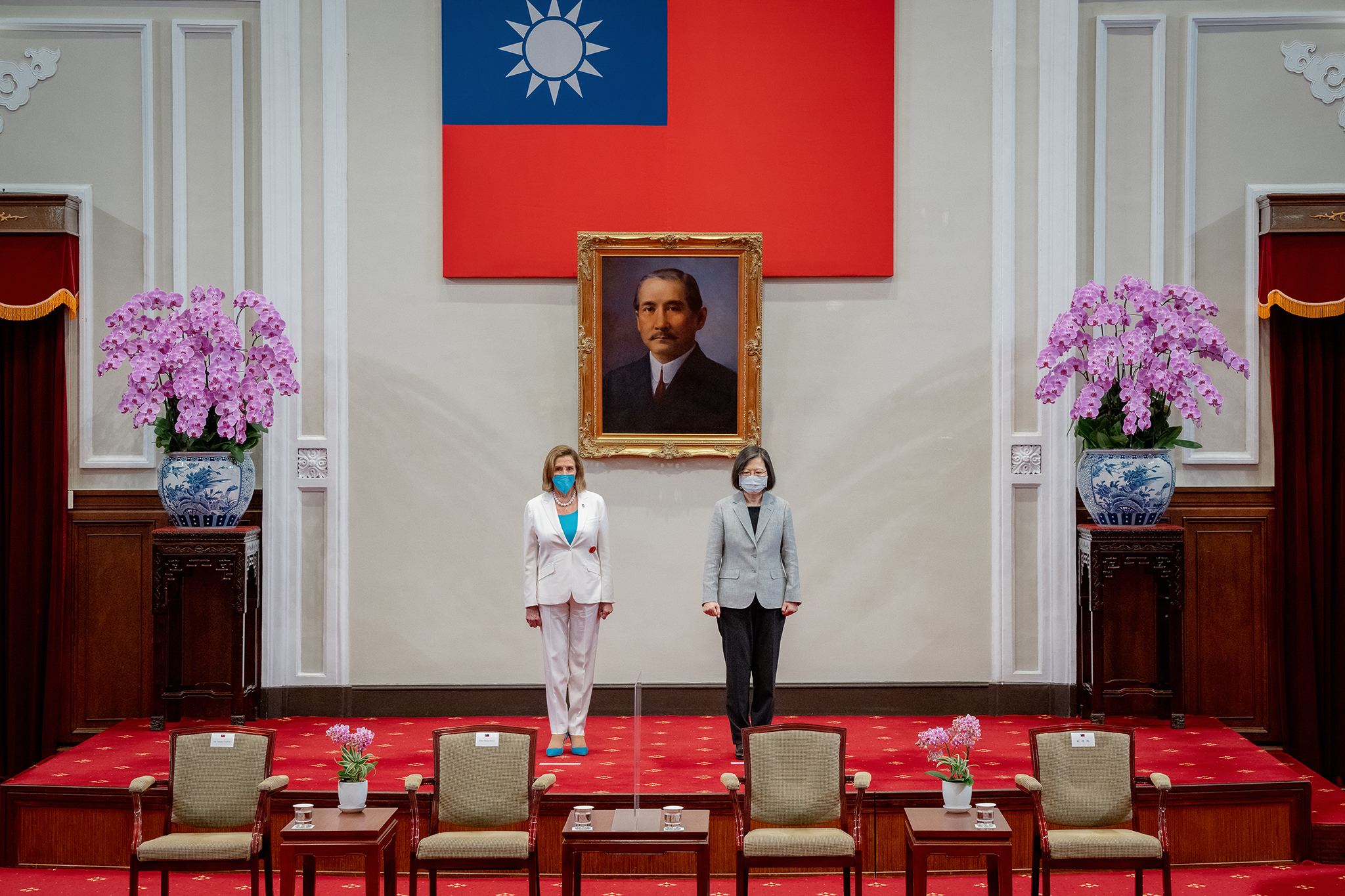
Пелоси и президент Тайваня Цай Инвэнь

После посадки самолёта Нэнси Пелоси восточная зона командования армии КНР сообщила, что вечером начнёт серию военных операций около Тайваня. Они включат, помимо прочего, боевую стрельбу на дальние дистанции в Тайваньском проливе и испытание ракеты с неядерной боевой частью.
Пелоси покинула Тайвань в 18:00 3 августа.

## Реакция

### Тайвань
7 апреля 2022 года председатель Законодательного Юаня Ю Сикун заявил, что визит Пелоси на Тайвань будет иметь большое значение. 27 июля премьер-министр Тайваня Су Чжэньчан выразил благодарность спикеру Пелоси за её поддержку и доброе отношение к Тайваню на протяжении многих лет. Он приветствует любых иностранных дружественных гостей, посещающих Тайвань, потому правительство примет все необходимые меры для осуществления визита.
Ван Динюй, депутат от Демократической прогрессивной партии, заявил: основное правило дипломатии США в отношениях с Тайванем заключается в том, что запугивания Китая не могут быть фактором, влияющим на тайваньско-американские отношения. Линь Цзинъи, которая является членом Комитета по иностранным делам и национальной обороне Законодательного Юаня, считает, что Тайвань до сих пор никогда не предпринимал никаких провокационных действий, направленных на подрыв регионального мира, поэтому Китаю не следует угрожать острову в случае его посещения спикером Палаты представителей США Нэнси Пелоси.
Хуан Юйцзюнь, заместитель директора международного отдела китайского Гоминьдана и заместитель представителя в США, заявил в интервью «Голосу Америки», что Гоминьдан «приветствует посещение Тайваня любыми политическими деятелями США с целью продвижения американо-тайваньских отношений», но также надеется, что этот визит не затронет Тайваньский пролив.
Во время разгара кризиса власти Тайваня начали проводить ежегодные военные учения, чтобы подготовиться к возможному вторжению Китая. При этом впервые за 45 лет гражданские лица в ходе учений должны массово отправляться в бомбоубежища.

### США
5 августа 2022 г. координатор по стратегическим коммуникациям в Совете национальной безопасности Белого дома Джон Кирби заявил, что правительство США намерено защищать свои интересы и поддерживать союзников в Азиатско-Тихоокеанском регионе в связи с теми шагами, которые делает Китай в ответ на визит спикера Палаты представителей Конгресса США Нэнси Пелоси на Тайвань. Он также отметил, что Вашингтон не стремится к эскалации кризиса или напряженности.

### Япония
7 августа 2022 г. премьер-министр Японии Фумио Кисида заявил, что Токио требует от Пекина немедленно прекратить военные учения в районе Тайваня, в ходе которых были запущены ракеты, упавшие, в том числе, в пределах исключительной экономической зоны Японии.

### Китай
29 июля в официальном аккаунте 80-й Народно-освободительной армии Китая в Weibo появился пост: «Приготовьтесь к войне!».
30 июля в Твиттере был заблокирован аккаунт Ху Сицзиня, бывшего главного редактора китайского государственного СМИ «Хуаньцю шибао», известного своей резкой националистической позицией, после призыва к Народно-освободительной армии сбить самолёт Нэнси Пелоси, который летит с визитом на Тайвань. После того, как Ху Сицзинь удалил твит, учётная запись была разблокирована.
1 августа восточная зона боевого командования Народно-освободительной армии Китая заявила, что «похоронит вторгшегося противника», и показала видео с военными учениями.

### Россия
Министр иностранных дел России Сергей Лавров заявил, что визит Пелоси на Тайвань был вызван желанием США доказать свою безнаказанность и беззаконие. «Я не могу сказать, какова была их мотивация, но нет сомнений, что она отражает ту же самую политику, о которой мы говорим в отношении ситуации в Украине», — сказал он. Лавров заявил, что не видит иной «причины создавать такой раздражитель буквально из ниоткуда, прекрасно осознавая, что это значит для КНР». Официальный представитель МИД Мария Захарова, в свою очередь добавила, что «абсолютная катастрофа», которую США создали вокруг Украины, и связанный с этим провал на европейском направлении, стали тупиком, потребовавшим резкой смены информационной парадигмы, что и сделала Пелоси.

## Санкции
1 августа, перед визитом Пелоси, Китай запретил поставки более чем 100 тайваньским экспортерам продуктов питания.
3 августа Министерство коммерции Китая также ввело экономические санкции против Тайваня, приостановив экспорт песка, и импорт тайваньских продуктов, таких как фрукты или рыба.
5 августа Министерство иностранных дел Китая объявило о санкциях против Пелоси и её ближайших родственников в ответ на её визит на Тайвань, но пока неизвестно что конкретно понимается под «санкциями». Министерство также приостановило каналы сотрудничества с США по нескольким направлениям, включая диалог между военными руководителями, помощь в уголовно-судебной сфере, борьбу с международными преступлениями и переговоры по изменению климата. В тот же день Министерство выразило протест в связи с заявлениями по Тайваню, сделанными министрами иностранных дел стран «Большой семёрки» и старшим представителем ЕС по иностранным делам и политике безопасности.